# Liste der Tettsteder in Møre og Romsdal
Dies ist eine Liste der Tettsteder in Møre og Romsdal. Gelistet werden also alle Tettsteder, die im Fylke (Provinz) Møre og Romsdal liegen. Die Tettsteder werden jährlich vom norwegischen Statistikamt Statistisk sentralbyrå (SSB) nach gewissen Kriterien bestimmt. Ein Tettsted hat mindestens 200 Einwohner und der Abstand zwischen den einzelnen Häusern soll im Normalfall nicht 50 Meter überschreiten. Der Abstand kann größer sein, wenn etwa die natürlichen Gegebenheiten in einem Gebiet keine Bebauung zulassen oder flächenintensive Anlagen wie Schulen oder Industriegebäude vorliegen. In einer Kommune können mehrere Tettsteder liegen. Zugleich können sich einzelne Tettsteder über mehrere Kommunen erstrecken.

## Liste
| Nummer | Bild                                                                                               | Name              | Einwohner (1. Januar 2024) | Fläche in km² (1. Januar 2024) | Kommune(n)        |
| ------ | -------------------------------------------------------------------------------------------------- | ----------------- | -------------------------- | ------------------------------ | ----------------- |
| 5711   | Foto einer durch einen Ort führenden Straße mit einem Berg im Hintergrund                          | Grodås            | 503                        | 0,66 km²                       | Volda             |
| 6001   | Foto einer an der Küste gelegenen Stadt mit einem Berg im Hintergrund                              | Molde             | 22.410                     | 9,48 km²                       | Molde             |
| 6002   | Foto einer durch einen Ort führenden Straße                                                        | Hjelset           | 1001                       | 1,04 km²                       | Molde             |
| 6003   | Foto einer weiß gestrichenen Holzkirche in verschneiter Umgebung                                   | Kleive            | 422                        | 0,5 km²                        | Molde             |
| 6004   | | Hovdenakken       | 317                        | 0,26 km²                       | Molde             |
| 6005   | | Nesjestranda      | 539                        | 0,44 km²                       | Molde             |
| 6008   | | Torhaug           | 261                        | 0,18 km²                       | Molde             |
| 6011   | Foto einer an der Küste gelegenen Stadt                                                            | Kristiansund      | 18.337                     | 8,45 km²                       | Kristiansund      |
| 6012   | | Geitnes           | 356                        | 0,3 km²                        | Molde             |
| 6023   | | Hoffland          | 963                        | 0,46 km²                       | Ålesund           |
| 6025   | Foto einer an der Küste gelegenen Stadt                                                            | Ålesund           | 55.684                     | 28,93 km²                      | Ålesund, Sula     |
| 6026   | | Årset             | 861                        | 0,56 km²                       | Ålesund           |
| 6027   | | Myklebost         | 304                        | 0,38 km²                       | Ålesund           |
| 6031   | | Larsnes           | 644                        | 0,59 km²                       | Sande             |
| 6032   | Foto einer weiß gestrichenen Holzkirche                                                            | Haugsbygda        | 304                        | 0,34 km²                       | Sande             |
| 6033   | | Gjerde            | 214                        | 0,31 km²                       | Sande             |
| 6042   | Foto einer an der Küste gelegenen Ansiedlung                                                       | Kvalsund          | 597                        | 0,56 km²                       | Herøy             |
| 6043   | Foto entlang einer Küste gelegenen Ansiedlung, die von einer Anhöhe hinunter fotografiert wurde    | Fosnavåg          | 3626                       | 3,12 km²                       | Herøy             |
| 6044   | | Remøy             | 360                        | 0,43 km²                       | Herøy             |
| 6045   | | Leinstrand        | 612                        | 0,52 km²                       | Herøy             |
| 6046   | Foto einer von einer Anhöhe herab fotografierten Ansiedlung an der Küste                           | Moltustranda      | 459                        | 0,63 km²                       | Herøy             |
| 6050   | | Dragsund          | 414                        | 0,6 km²                        | Herøy, Ulstein    |
| 6051   | Foto einer an der Küste gelegenen Stadt                                                            | Ulsteinsvik       | 6208                       | 3,93 km²                       | Ulstein           |
| 6053   | Luftaufnahme einer an der Küste gelegenen Ansiedlung                                               | Sundgot           | 912                        | 0,74 km²                       | Ulstein           |
| 6054   | | Dimna             | 260                        | 0,16 km²                       | Ulstein           |
| 6061   | | Hjørungavåg       | 716                        | 0,78 km²                       | Hareid            |
| 6063   | Foto einer in bergiger Umgebung an der Küste gelegenen Ortschaft                                   | Brandal           | 319                        | 0,32 km²                       | Hareid            |
| 6064   | Foto einer in bergigen Umgebung an der Küste gelegenen Ansiedlung                                  | Hareid            | 3662                       | 2,63 km²                       | Hareid            |
| 6071   | Luftaufnahme einer in bergiger Umgebung an der Küste gelegenen Ansiedlung                          | Volda             | 7143                       | 3,78 km²                       | Volda             |
| 6072   | | Mork              | 471                        | 0,52 km²                       | Volda             |
| 6081   | Foto einer an der Küste in bergiger Umgebung gelegenen Ansiedlung. Durch den Ort fließt ein Fluss. | Ørsta             | 7609                       | 5,84 km²                       | Ørsta             |
| 6082   | Foto einer an der Küste gelegenen Ortschaft                                                        | Sætre             | 400                        | 0,75 km²                       | Ørsta             |
| 6091   | Von einer Anhöhe herunter aufgenommenes Foto einer am inneren eines Fjordes gelegenen Ansiedlung   | Sjøholt           | 1586                       | 1,61 km²                       | Ålesund           |
| 6111   | Foto einer an der Küste in bergiger Umgebung gelegenen Ansiedlung                                  | Stranda           | 2571                       | 2,19 km²                       | Stranda           |
| 6112   | Foto einer an der Küste in bergiger Umgebung gelegenen Ansiedlung                                  | Hellesylt         | 240                        | 0,43 km²                       | Stranda           |
| 6121   | Foto eines Rathauses mit der Aufschrift „Stordal Kommune“                                          | Stordal           | 584                        | 0,75 km²                       | Fjord             |
| 6131   | Luftaufnahme eines von einer Brücke überquerten Fjords mit Ansiedlungen auf beiden Seiten          | Ikornnes          | 840                        | 0,98 km²                       | Sykkylven         |
| 6132   | | Straumgjerde      | 428                        | 0,47 km²                       | Sykkylven         |
| 6133   | Foto von einer von einem Berg herunter fotografierten, an der Küste liegenden Ortes                | Sykkylven         | 4452                       | 3,57 km²                       | Sykkylven         |
| 6141   | Foto einer durch einen Ort führenden Straße                                                        | Skodje            | 2544                       | 1,72 km²                       | Ålesund           |
| 6142   | | Valle             | 717                        | 0,77 km²                       | Ålesund           |
| 6143   | | Stetteremma       | 408                        | 0,41 km²                       | Ålesund           |
| 6165   | Foto einer an der Küste gelegenen Ansiedlung                                                       | Roald             | 1071                       | 0,76 km²                       | Giske             |
| 6166   | Foto einer an der Küste gelegenen Ansiedlung                                                       | Leitebakk         | 994                        | 0,76 km²                       | Giske             |
| 6167   | Foto einer an der Küste gelegenen Ansiedlung                                                       | Giske             | 813                        | 0,75 km²                       | Giske             |
| 6168   | Foto einer an der Küste gelegenen Ansiedlung                                                       | Nordstrand        | 4317                       | 2,63 km²                       | Giske             |
| 6171   | Foto einer Insel mit einer Ansiedlung an der Küste                                                 | Austnes           | 382                        | 0,53 km²                       | Ålesund           |
| 6172   | Luftaufnahme einer an einem Fjord in bergiger Umgebung gelegenen Ortschaft                         | Brattvåg          | 2437                       | 1,75 km²                       | Ålesund           |
| 6173   | Foto einer am inneren Fjordende in bergiger Umgebung gelegenen Ortschaft                           | Vatne             | 2439                       | 1,8 km²                        | Ålesund           |
| 6174   | Foto einer an der Küste gelegenen Ansiedlung                                                       | Søvik             | 1003                       | 0,84 km²                       | Ålesund           |
| 6181   | Foto von an einem Gewässer gelegenen Häuser in bergiger Umgebung                                   | Tomra             | 1117                       | 1,53 km²                       | Vestnes           |
| 6182   | Foto einer in bergiger Umgebung gelegenen Ortschaft                                                | Vestnes           | 2618                       | 2,08 km²                       | Vestnes           |
| 6184   | Foto einer an der Küste gelegenen Ortschaft                                                        | Fiksdal           | 225                        | 0,31 km²                       | Vestnes           |
| 6185   | | Tresfjord         | 219                        | 0,49 km²                       | Vestnes           |
| 6186   | | Vikebukt          | 280                        | 0,53 km²                       | Vestnes           |
| 6191   | Foto einer in bergiger Umgebung liegenden Ortschaft                                                | Isfjorden         | 1546                       | 1,14 km²                       | Rauma             |
| 6192   | Foto einer in bergiger Umgebung an der Küste gelegenen Ansiedlung                                  | Åndalsnes         | 2483                       | 2,16 km²                       | Rauma             |
| 6193   | | Brønnsletten      | 233                        | 0,15 km²                       | Rauma             |
| 6194   | Foto einer durch einen in bergiger Umgebung gelegenen Ort führenden Straße                         | Voll              | 505                        | 0,77 km²                       | Rauma             |
| 6201   | Foto einer weiß gestrichenen Holzkirche                                                            | Eidsvåg           | 986                        | 1,11 km²                       | Molde             |
| 6202   | | Rausand           | 250                        | 0,5 km²                        | Molde             |
| 6211   | Foto einer an der Küste in bergiger Umgebung gelegenen Ansiedlung                                  | Midsund           | 590                        | 0,7 km²                        | Molde, Ålesund    |
| 6221   | | Steinsham         | 429                        | 0,59 km²                       | Ålesund           |
| 6231   | Foto einer an der Küste gelegenen Ansiedlung                                                       | Aukra             | 978                        | 1,18 km²                       | Aukra             |
| 6232   | | Hollingen         | 1227                       | 0,79 km²                       | Aukra, Hustadvika |
| 6241   | Foto einer von einem verschneiten Berg herunter fotografierten Ansiedlung                          | Elnesvågen        | 2741                       | 2,22 km²                       | Hustadvika        |
| 6242   | Foto einer an der Küste gelegenen Ansiedlung                                                       | Bud               | 802                        | 0,75 km²                       | Hustadvika        |
| 6244   | | Tornes            | 521                        | 0,46 km²                       | Hustadvika        |
| 6247   | | Farstad           | 229                        | 0,27 km²                       | Hustadvika        |
| 6248   | Foto einer in bergiger Umgebung an der Küste gelegenen Ortschaft                                   | Malme             | 512                        | 0,4 km²                        | Hustadvika        |
| 6249   | | Sylte             | 334                        | 0,23 km²                       | Hustadvika        |
| 6251   | Foto einer an der Küste gelegenen Ortschaft                                                        | Eide              | 1496                       | 1,88 km²                       | Hustadvika        |
| 6261   | | Storbakken        | 639                        | 0,46 km²                       | Kristiansund      |
| 6264   | | Solsletta         | 738                        | 0,64 km²                       | Kristiansund      |
| 6266   | Foto einer an der Küste gelegenen Ortschaft                                                        | Rensvik           | 2572                       | 1,79 km²                       | Kristiansund      |
| 6271   | Foto einer an einem Gewässer gelegenen Ansiedlung                                                  | Tingvollvågen     | 1040                       | 1,37 km²                       | Tingvoll          |
| 6281   | Foto einer durch eine in bergiger Umgebung liegenden Ortschaft führenden Straße                    | Grøa              | 377                        | 0,32 km²                       | Sunndal           |
| 6282   | | Hoelsand          | 324                        | 0,2 km²                        | Sunndal           |
| 6283   | Foto einer durch eine in bergiger Umgebung liegenden Ortschaft führenden Straße                    | Sunndalsøra       | 4207                       | 3,61 km²                       | Sunndal           |
| 6291   | Foto einer in bergiger Umgebung liegenden Ortschaft                                                | Skei-Surnadalsøra | 2870                       | 3,33 km²                       | Surnadal          |
| 6311   | Foto einer weiß gestrichenen Holzkirche                                                            | Aure              | 636                        | 0,54 km²                       | Aure              |
| 6341   | | Fiskåbygd         | 486                        | 0,69 km²                       | Vanylven          |
| 6351   | Foto einer Straße mit einigen Häusern links davon                                                  | Kårvåg            | 329                        | 0,35 km²                       | Averøy            |
| 6352   | Foto einer weiß gestrichenen Holzkirche                                                            | Bremsnes          | 1056                       | 1,47 km²                       | Averøy            |
| 6354   | Foto einer Straßenbrücke, mit einigen Häusern rechts davon                                         | Sveggen           | 297                        | 0,29 km²                       | Averøy            |
| 6361   | Foto einer durch eine Ortschaft führenden Straße in bergiger Umgebung                              | Batnfjordsøra     | 367                        | 0,39 km²                       | Gjemnes           |
| 6362   | Foto einer in bergiger Umgebung gelegenen Ortschaft                                                | Torvikbukt        | 269                        | 0,38 km²                       | Gjemnes           |